# DB-Baureihe V 100
Die Baureihe V 100 ist ein von der Deutschen Bundesbahn (DB) Ende der 1950er Jahre beschaffter Lokomotivtyp mit dieselhydraulischem Antrieb, der auf nicht elektrifizierten Nebenbahnen die dort verwendeten Dampflokbaureihen ersetzte. Die Baureihe V 100 wurde in mehreren verschiedenen Ausführungen produziert.

## Technik
Die Lokomotiven der V-100-Familie haben zwei Drehgestelle mit je zwei angetriebenen Radsätzen. Als Motoren wurden in den Ursprungsausführungen schnelllaufende Zwölfzylinder-V-Motoren von Maybach, Mercedes-Benz oder MAN verwendet. Die Kraftübertragung vom Motor auf die Radsätze erfolgt über ein hydrodynamisches Getriebe mit zwei Drehmomentwandlern und einer Strömungskupplung, bei den steilstreckentauglichen Loks jedoch mit hydrodynamischer Bremse anstelle der Strömungskupplung und nachgeschaltetem mechanischem Zweigang- und Wendegetriebe über Gelenkwellen auf die einzelnen Radsatzvorgelege in den Drehgestellen. Die Drehgestelle haben einen geschweißten H-förmigen Rahmen mit zwei Längs- und zwei Querträgern. Auf den Drehgestellen stützt sich der aus gewalzten Stahlprofilen und Blechen ebenfalls als Schweißkonstruktion gefertigte Lokomotivrahmen ab. Zur Dämpfung der Drehbewegungen der Drehgestelle gegenüber dem Lokrahmen sind beiderseits der Drehzapfen Stoßdämpfer angeordnet.
Erfahrungen mit der Baureihe V 80 führten bei der Entwicklung der V 100 zu verschiedenen Verbesserungen. So hatte sich bei der V 80 die Kraftübertragung mit Gelenkwellen zwar grundsätzlich bewährt, durch das Antriebskonzept mit Verteilergetrieben waren die Gelenkwellen aber sehr lang ausgefallen, sodass es beim Einsatz vor schweren Zügen häufig zu Schäden durch verdrehte Gelenkwellen gekommen war. Bei der V 100 wurden die Gelenkwellen deshalb kürzer und kräftiger durchgebildet. Hierzu wurde ein durchgehender Gelenkwellenantrieb vorgesehen. Dies bedeutet, dass der jeweils innere Radsatz im Drehgestell unmittelbar über eine Gelenkwelle vom Getriebe aus sowie der jeweils äußere Radsatz über eine weitere Gelenkwelle zwischen dem Vorgelege des inneren Radsatzes und seinem eigenen Vorgelege angetrieben werden. Die begehbaren Vorbauten der V 80 hatten sich wegen schlechter Sicht auf Puffer und Rangiertritt sowie schlechter Zugänglichkeit der Bauteile nicht bewährt. Für die V 100 wurden die Vorbauten deshalb nicht begehbar und damit schmaler ausgeführt.
Auch die elektrische Leistungssteuerung mit schlechter Regelbarkeit durch nur sechs Fahrstufen, die in V 80, V 200 und VT 08 einheitlich war, überzeugte nicht mehr. Für die V 100 wurde daher eine neue elektropneumatische Steuerung für Motor und das Getriebe entwickelt, die später bei allen anderen Diesellok-Neubauten bis einschließlich zur Baureihe 218 zum Einsatz kam. Der Fahrschalter speiste dabei wechselweise fünf Magnetventile an, die in einem sogenannten 16-Stellungs-Gerät millimeterweisen Vorschub eines Steuerkolbens bewirkten, der auf den Motorregler R32f von Maybach einwirkte und über diesen die Kraftstoff-Einspritzmenge vorgab. Durch die Kombinationen der Magnetventile ergaben sich 15 Fahrstufen, sodass die V 100 besser als ihre Vorgänger unter Ausnutzung des höchstmöglichen Haftwerts angefahren werden konnte. Zusätzlich existierte in den Anfangsjahren am Fahrschalter noch eine Beschleunigungsfahrstufe „B“, bei der der Steuerkolben durch Anspeisung eines in Fahrstufe 15 nicht benötigten Magnetventils noch um weitere 2 mm vorgeschoben werden konnte. Fahrstufe B entsprach damit rechnerisch einer Fahrstufe 17 und ermöglichte die Überlastung des 1100-PS-Motors bis auf etwa 1.250 PS. Da dies den Verschleiß zu sehr verstärkte, wurde die Stufe B später am Fahrschalter mechanisch blockiert.
Der Schleuderschutz setzte ebenfalls an den fünf Magnetventilen an, indem bei Schleudervorgängen die Leistung automatisch um bis zu 8 Fahrstufen zurückgenommen wurde. Viele V 100 waren über ein 36-poliges Steuerkabel wendezug- und doppeltraktionsfähig. Diese Loks erhielten Führerbremsventile Westinghouse WF-2. Gemischte Doppeltraktionen mit Loks der Baureihen 211 bis 218 waren wegen der vereinheitlichten Loksteuerung zugelassen und wurden praktiziert. Zur V 80 und V 200 war die Doppeltraktionssteuerung allerdings wegen veränderter Art der Ansteuerung inkompatibel.
Die nichttragenden Lokaufbauten bestehen aus dem in etwa mittig angeordneten Führerhaus und den beiden unterschiedlich langen Vorbauten. Unter dem längeren Vorbau sind der Hauptdiesel- sowie der Hilfsdieselmotor (zur Batterieladung und Stromversorgung bei Stillstand des Hauptdieselmotors) sowie die Kühleranlage angeordnet, unter dem kürzeren Heizkessel, Kompressor, Batterien und Lichtanlassmaschine.

## Baureihe V 10010/ Baureihe 211
Die Baureihe V 10010 sollte im leichten Reise- und Güterzugdienst auf Nebenstrecken eingesetzt werden. Dieser Loktyp wurde 1956 von dem Bundesbahn-Zentralamt München zusammen mit der MaK für die DB entwickelt.

### Erprobungslokomotiven
Im Spätherbst 1958 wurden die ersten sechs Erprobungsmaschinen ausgeliefert. Die als V 100 001 bis 005 eingereihten Loks wurden mit einem 809 kW (1.100 PS) starken Motor ausgerüstet. Die V 100 006 erhielt jedoch einen Motor mit 993 kW (1.350 PS) Leistung. Die letztgenannte Lokomotive bildete die Grundlage für die V 100.20, die spätere Baureihe 212. Die V 100 007 wurde als siebte Erprobungslok von der Maschinenbau Kiel (MaK) zunächst auf eigene Rechnung gebaut. Sie war die erstgebaute V 100 überhaupt und stand dem BZA München bereits vier Monate vor Ablieferung der restlichen Erprobungsloks für Versuchsfahrten zur Verfügung. Die MaK plante, die Lok später als Demonstrator für eine alternative Motorisierung mit den hauseigenen langsamlaufenden Schiffsdieselmotoren einzusetzen. Stattdessen wurde die Maschine allerdings 1959 von der DB gekauft. Die Erprobung führte die Lok unter anderem nach Schweden.
Erste Wahl für eine Lokomotive in der Leistungsklasse bis 1.100 PS wäre das bewährte hydraulische Dreiwandler-Getriebe LT306r aus der V 200.0 gewesen. Dieses Getriebe entsprach allerdings nicht mehr dem neuesten technischen Stand und bot keine Reserven zur Steigerung der Eingangsleistung über 1.100 PS hinaus. Die DB ließ deshalb von Voith ein neues Getriebe L216rs in Wandler-Wandler-Kupplung-Ausführung entwickeln. Durch Verringerung der Übersetzung zwischen Getriebeeingangswelle und Hohlwelle ließ sich das Getriebe an höhere Motorleistungen anpassen. Dies wurde später für die Baureihe 212 genutzt. Das Getriebe ist als Einwellen-Getriebe konstruiert, das heißt die Pumpenräder laufen auf einer Hohlwelle, in der die Sekundärwelle mit den Turbinenrädern liegt. Die Leiträder sind feststehend mit dem Getriebegehäuse verbunden. An den hydraulischen Teil schließt sich das mechanische Nachschaltgetriebe an, bestehend aus Wende- und Stufenschaltung.
Die Lok 001 erhielt versuchsweise ein LT306r aus dem Lagerbestand der Bundesbahn. Vergleichsfahrten mit dem L216rs erbrachten günstigere Kraftstoffverbrauchswerte für letzteres Getriebe, so dass es in die Serienfertigung ging. Erst zu einem späteren Zeitpunkt wurde in drei Serienloks noch das Mekydro-Getriebe K104 von Maybach (ebenfalls in einem Teil der V 200.0 eingebaut) erprobt und danach durch das Seriengetriebe ersetzt.
Den Erprobungsmaschinen fehlte zunächst noch eine Spurkranzschmierung. Die Möglichkeit zur Fernsteuerung über die 36-polige KWS-Leitung besaßen nur die Loks 005 und 006. Die Höchstgeschwindigkeit aller Loks war ursprünglich auf 90 km/h beschränkt. Der Grund dafür war nicht technischer, sondern rechtlicher Natur: Ab 100 km/h Höchstgeschwindigkeit forderte die EBO die Indusi. Im Zuge der Nachrüstung mit einer Indusi der Firma Standard Elektrik Lorenz wurde die Höchstgeschwindigkeit dann 1965 formal angehoben.
1960 wurden die Vorserienmaschinen 001 bis 005 und 007 zur besseren Unterscheidung von der stärkeren V 100 006 in V 100 1001 bis 1005 und 1007 umgezeichnet.

### Serienlokomotiven

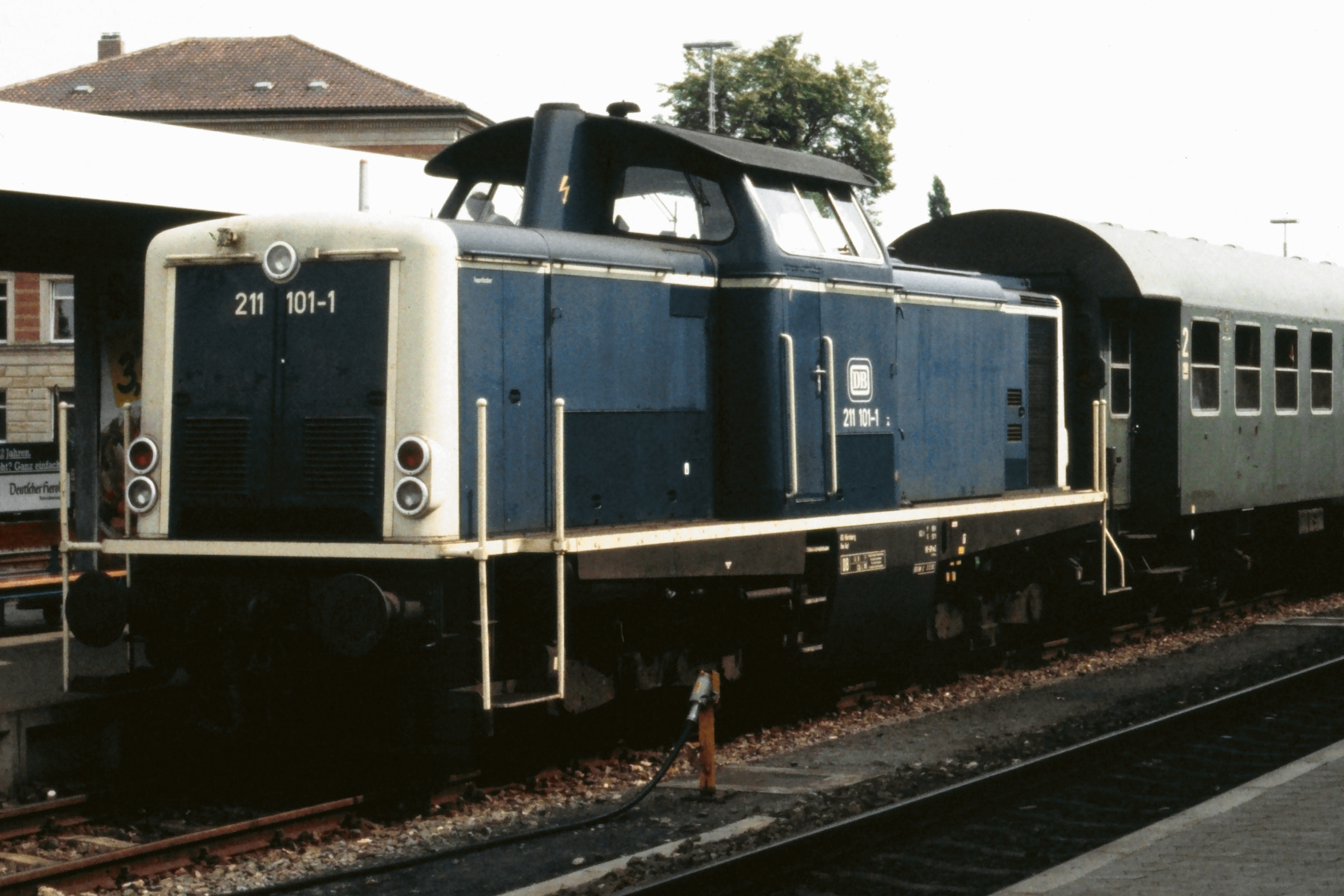
211 101 (vormalige V 100 1101) von MaK in ozeanblau/beige, 1986 in Bayreuth

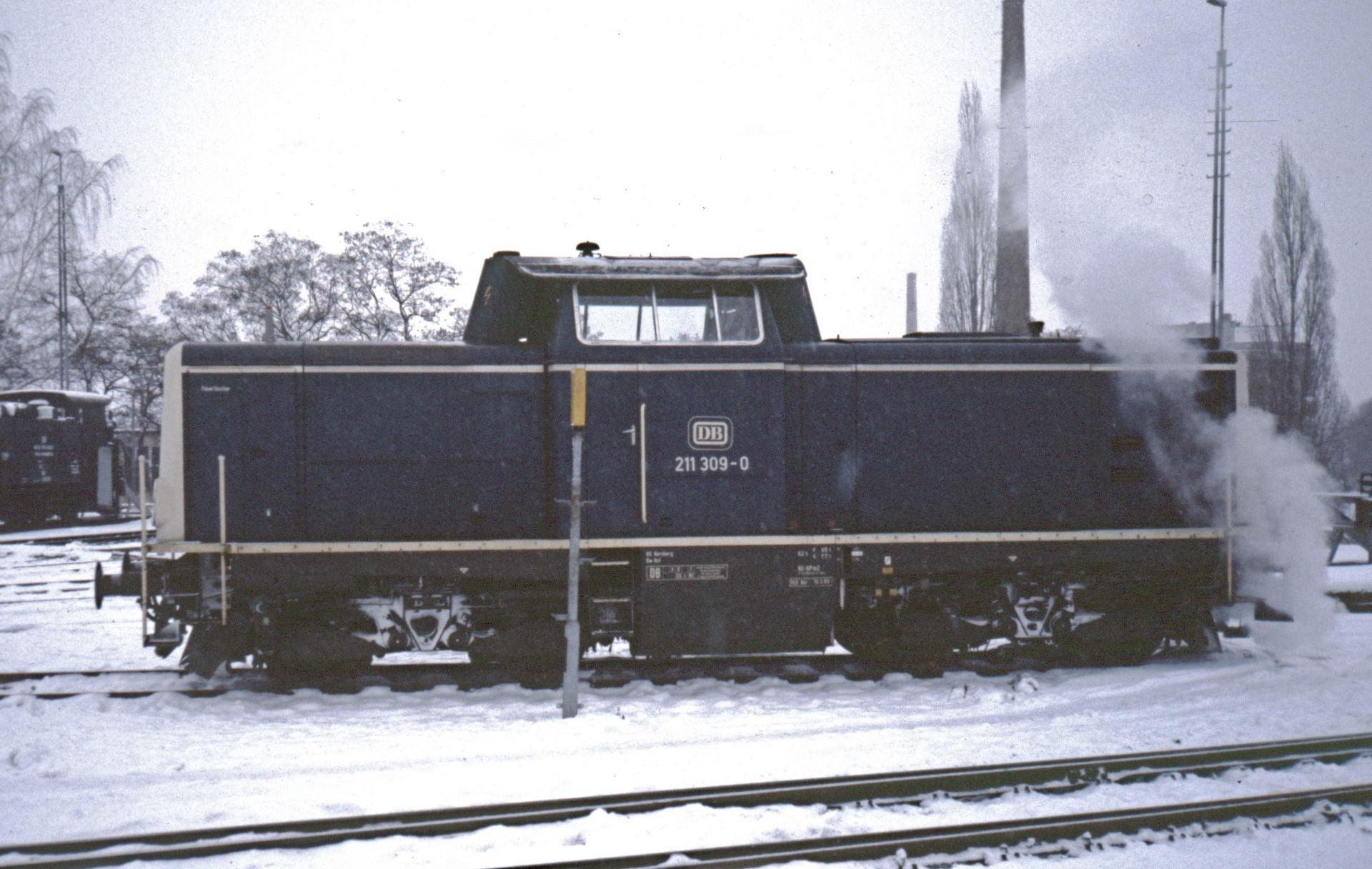
211 309 (vormalige V 100 1309) in Bayreuth, 1986

1961 begann man mit der Serienlieferung, die bis 1963 andauerte. Neben MaK (V 100 1008–1026, 1044–1113) wurden die Loks von Deutz (V 100 1114–1168), der Maschinenfabrik Esslingen (V 100 1354–1365), Henschel (V 100 1169–1223), Jung (V 100 1027–1043, 1324–1353), Krauss-Maffei (V 100 1274–1323) und Krupp (V 100 1224–1273) gefertigt. Für die Lokomotiven mit einer Motorleistung von 1100 PS waren die Betriebsnummern V 100 001–999, für die Lokomotiven mit einer Motorleistung von 1350 PS die Nummern V 100 1001–1999 vorgesehen.
In den Serienlokomotiven kamen überwiegend Motoren von Maybach und Mercedes-Benz zum Einsatz. Die in geringen Stückzahlen beschafften Motoren von MAN waren bis spätestens 1980 vollständig ersetzt. Wie bei den Erprobungsmaschinen wurden Spurkranzschmierung und Indusi erst später nachgerüstet.
Anfang der 1970er Jahre zeigten sich in statistischen Auswertungen der störungsfreien Laufleistungen sinkende Werte bei der Baureihe 211 durch vermehrte Schäden an Motoren ohne Kolbenölkühlung. Diese Aggregate reagierten empfindlich auf häufigen Betrieb bei Motornennleistung. Die Bundesbahn beschloss daher, die betroffenen Motoren mittelfristig aus dem Streckendienst abzuziehen und sie stattdessen in der Baureihe V 90 einzusetzen, in deren Lastprofil höhere Teillast-Anteile enthalten waren. Die Baureihe 211 erhielt im Gegenzug Motoren mit Kolbenölkühlung. Dabei kam in zahlreichen Fällen der 1.350-PS-Motor der Baureihe 212 zum Einbau. Soweit das originale Getriebe in der Lok verblieb, wurde der Motor auf 1.100 PS gedrosselt. Da auch vom 1.350-PS-Motor Aggregate ohne Kolbenkühlung beschafft worden waren, die unter ähnlichen Problemen wie oben beschrieben litten, wurden diese bevorzugt als gedrosselter Motor eingebaut, um sie einer etwas schonenderen Restnutzung zuzuführen. Sofern die Lokomotive das verstärkte Getriebe der Baureihe 212 erhielt, konnte ein 1.350-PS-Motor ungedrosselt zum Einsatz kommen. Aus Sicht der Einsatzplanung waren derartige 211er danach wie 212er verwendbar, eine Umzeichnung in die Baureihe 212 unterblieb jedoch.
Im Rahmen der Umnummerierung der Triebfahrzeuge der Deutschen Bundesbahn im Jahre 1968 wurde die V 10010 als Baureihe 211 eingeordnet, dabei entfiel die erste Ziffer („1“) der Ordnungsnummer. Die Loks wurden 1994 von der Deutschen Bahn AG übernommen.
Nach fast vierzig Jahren Einsatz musterte man die letzte Maschine im Jahr 2001 aus. Die V 100 1023 (211 023) wurde nach ihrer Ausmusterung in den Bestand des DB-Museum in Nürnberg eingereiht. Am 17. Oktober 2005 wurde sie bei einem Lokschuppenbrand schwer beschädigt und im Juni/Juli 2006 wie alle anderen ausgebrannten Dieselloks des Museums verschrottet. Weitere Museumsloks siehe unter Verbleib.

## Baureihe V 100^{20} / Baureihen 212 und 213

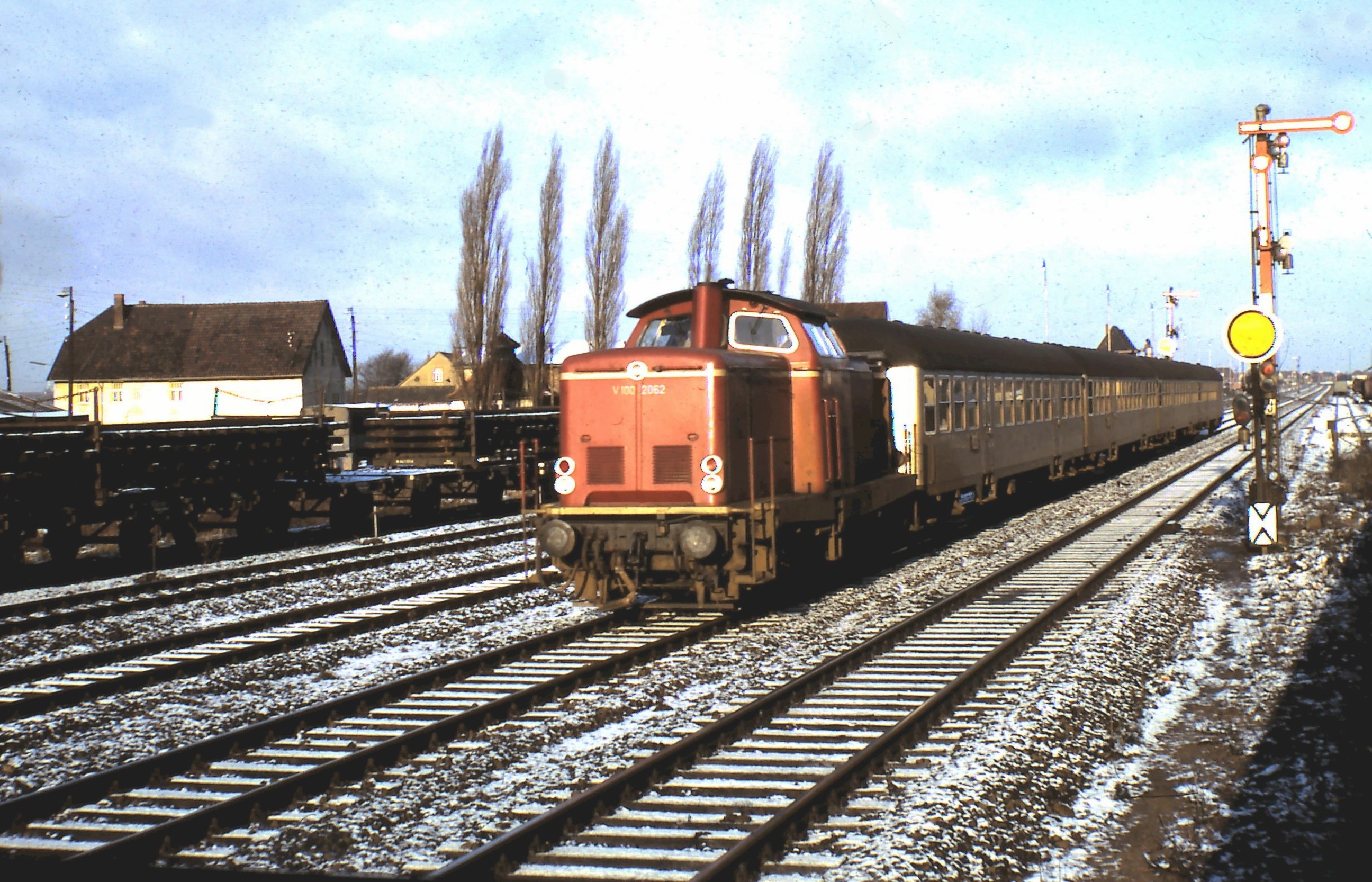
DB V 100 mit Silberlingen in Porta Westfalica (1967)

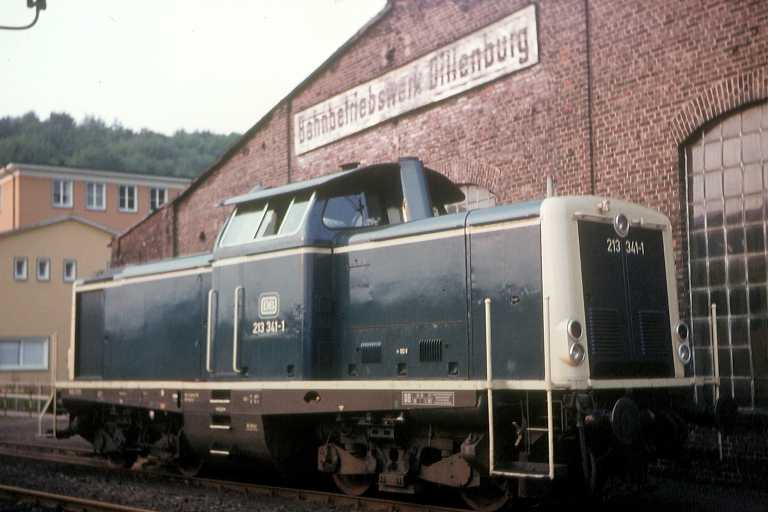
Ozeanblau-beige lackierte 213 341 in Dillenburg (1983)

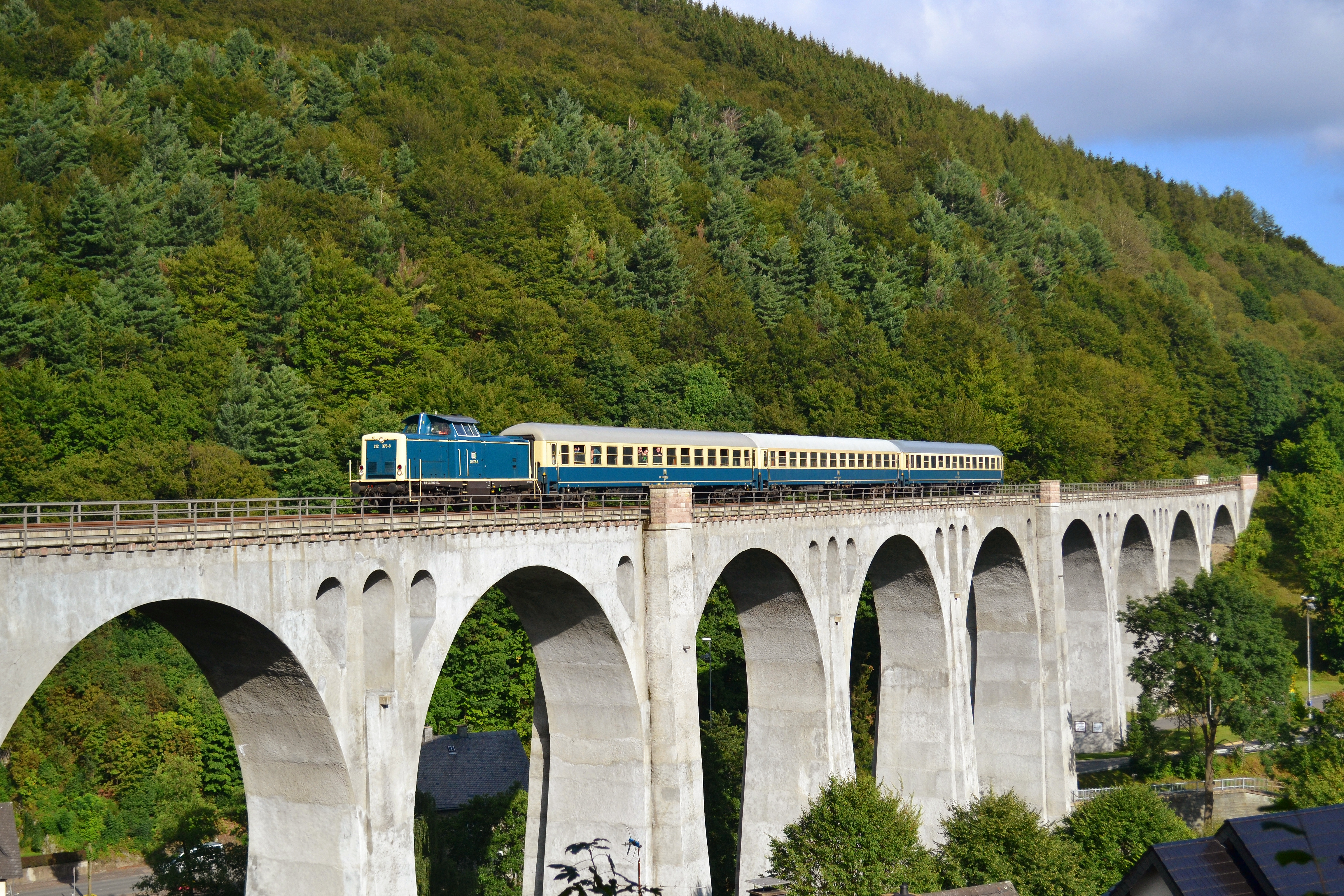
212 376 vor Sonderzug im September 2012 auf dem Willinger Viadukt

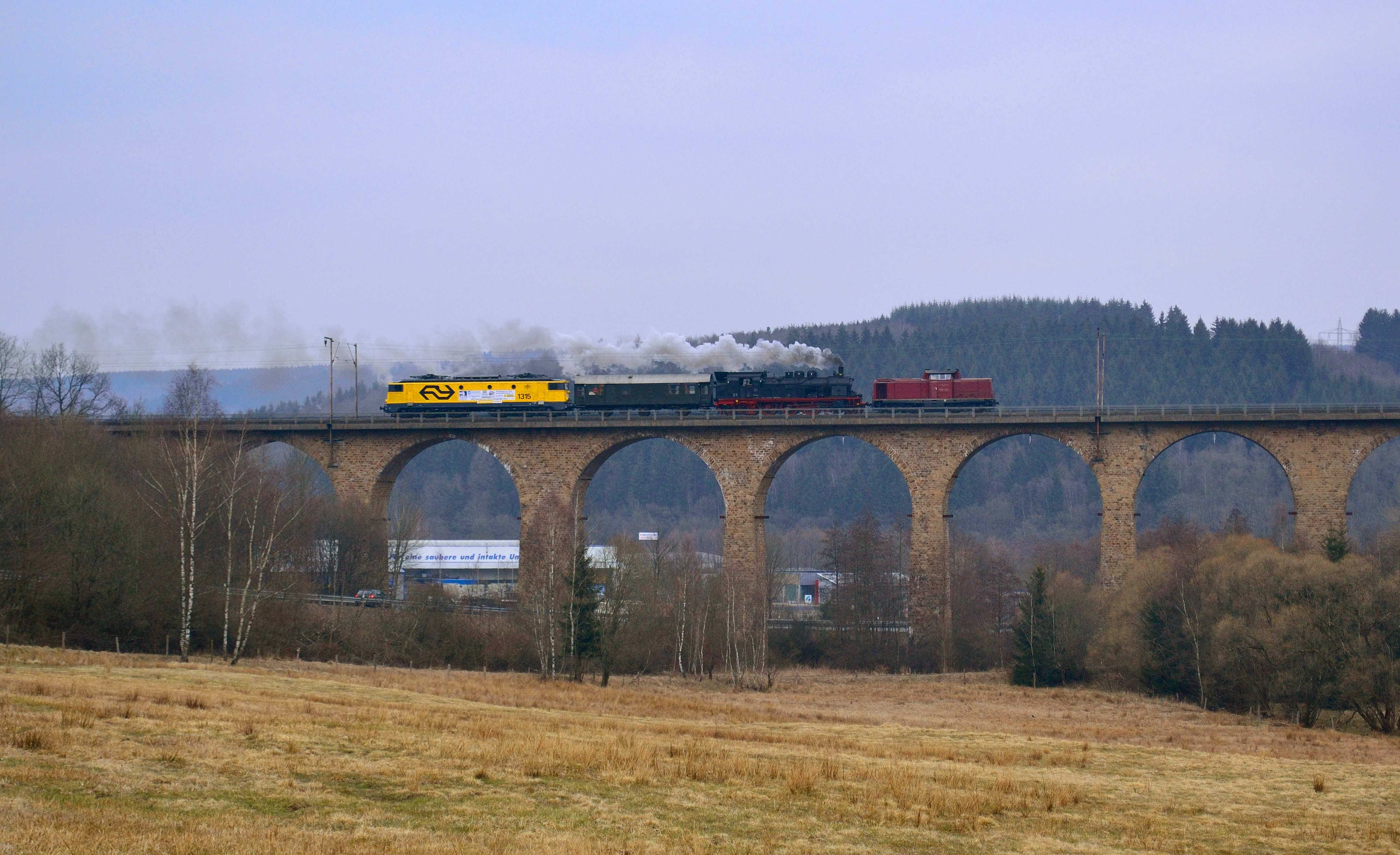
V 100 2335 der NeSA mit einem Überführungs-Lokzug auf dem Rudersdorfer Viadukt

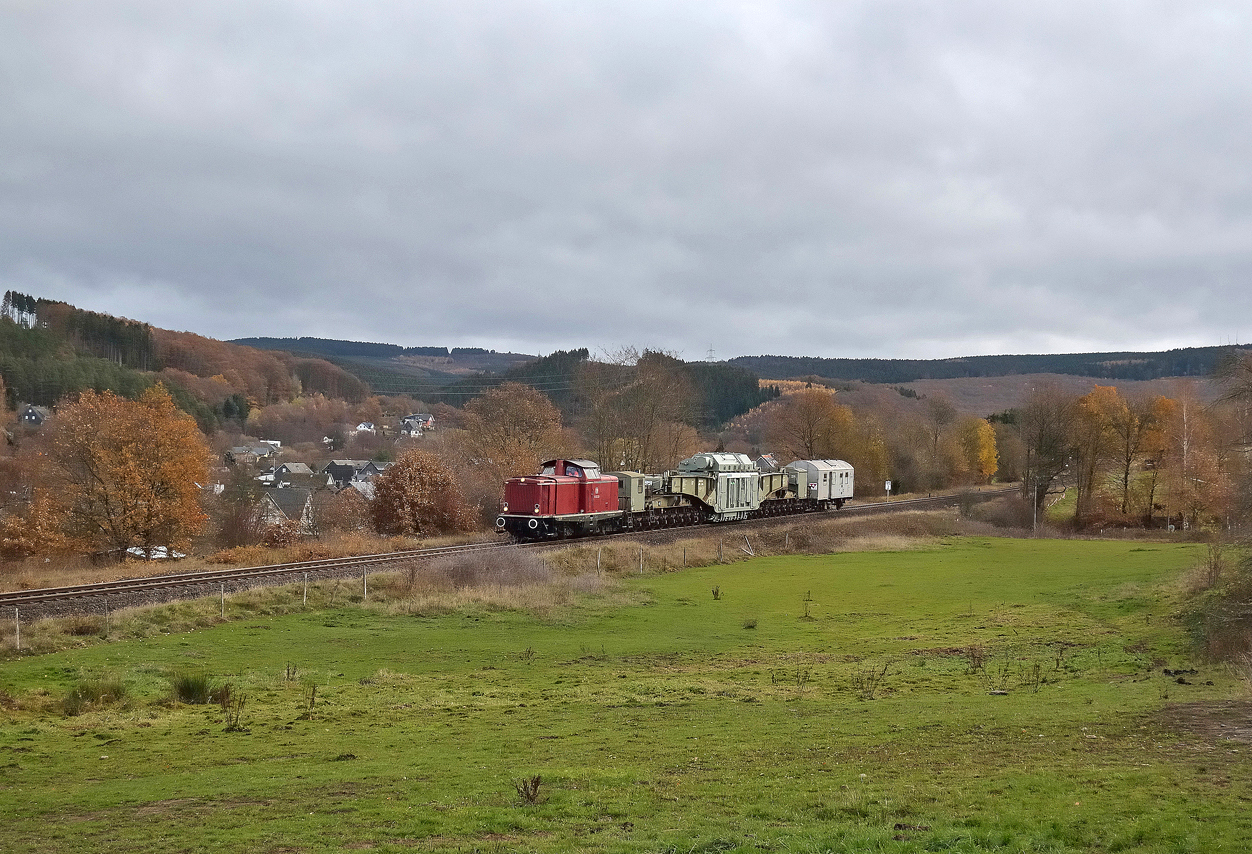
Trafo-Schwertransport für die Firma Amprion, bestimmt für das Umspannwerk Dauersberg, mit einer Diesellokomotive der DB-Baureihe V 100 auf der Hellertalbahn bei Zeppenfeld (2018)

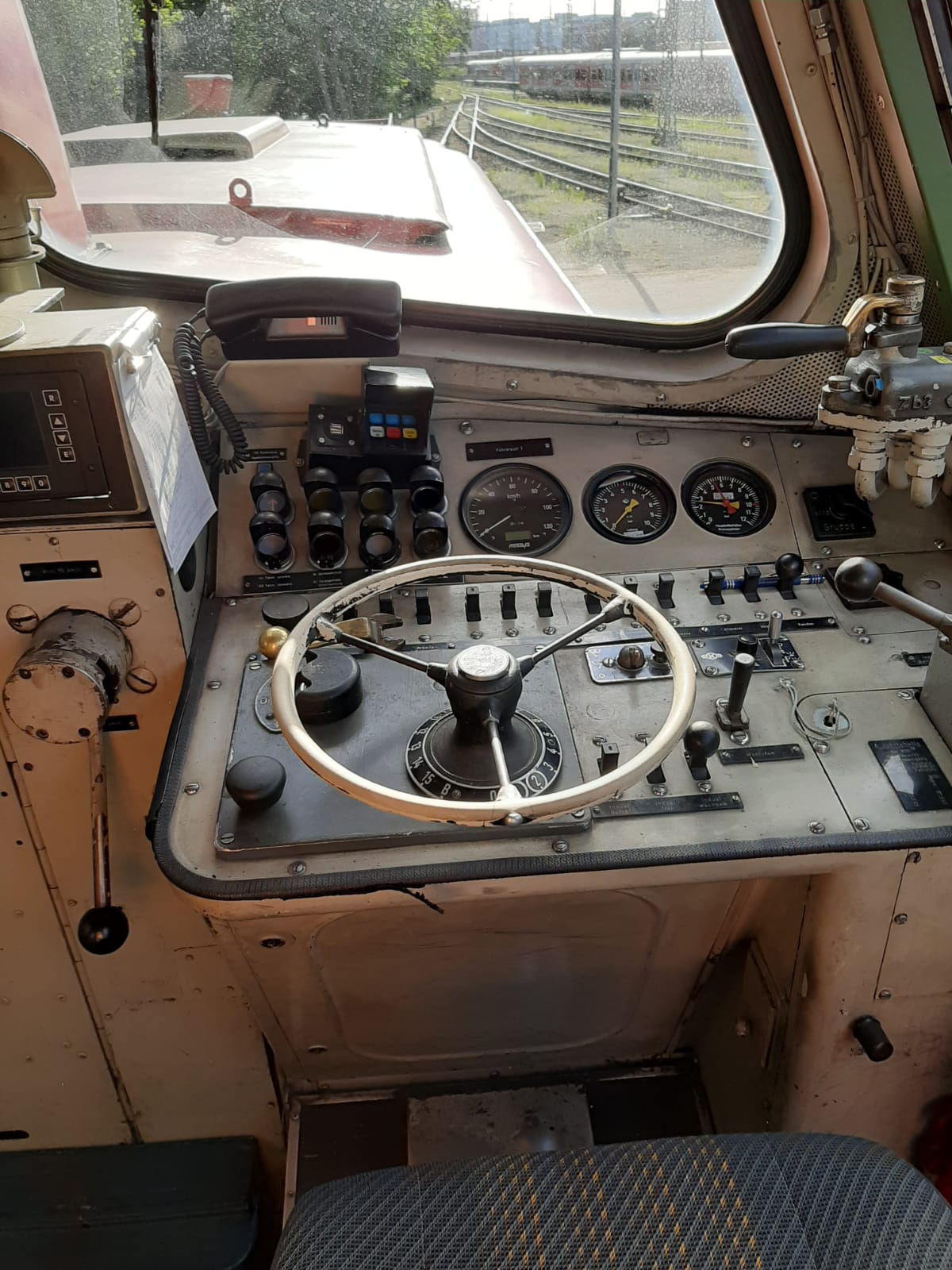
Führerstand der Baureihe 212

## Baureihe V 10020/ Baureihen 212 und 213
Die Baureihe V 10020 bzw. 212 ist eine leistungsstärkere Variante der V 100. Sie wurde nach dem Prototyp V 100 006, ab 1960 als V 100 2001 bezeichnet, von 1962 an in Serie in Dienst gestellt und war im Gegensatz zur im Nebenbahndienst eingesetzten V 10010 auch für den Haupt- und Steilstreckendienst vorgesehen. Bis 1966 wurden insgesamt 381 Exemplare in Dienst gestellt. Neben MaK (V 100 2002–2106, 2232–2331) wurden die Loks von Deutz (V 100 2202–2231, 2342–2381), Henschel (V 100 2107–2164) und Jung (V 100 2165–2201) gefertigt. Ihre Höchstgeschwindigkeit lag bei 100 km/h.
Die Motorleistung betrug 993 kW (1.350 PS). Als Motortyp wurde ein 4-Takt-Vorkammerdieselmotor von MTU, Typ 12V652 TZ10, eingebaut. Bald zeigten sich aber schon erste Schäden, da dieser Motor keine Kolbenbodenkühlung besaß, und der Motor fast dauerhaft an der Leistungsgrenze gefahren wurde. Zu den Schäden gehörten Kühlwassereinbrüche und Kolbenfresser. Bei der Beschaffung der V 90, spätere 290, berücksichtigte man diese Probleme, indem man den MTU 12V652 TA10 beschaffte. Dieser gleiche Motortyp war jedoch mit Kolbenbodenkühlung ausgerüstet. Aus der Ölwanne wird über eine Ölpumpe ein feiner Strahl Öl gegen den Kolbenboden gedrückt der die Kolben kühlt. Das warme Öl fließt wieder zurück und wird über den Schmierkreislauf dem Wärmetauscher zugeführt, wo das Öl seine Wärmeenergie an das Kühlwasser abgibt. Die Bundesbahn nutzte die Gelegenheit und baute die Motoren der V 90 in die 212 ein. Die Motoren aus der 212 wurden auf 1100 PS gedrosselt und einer schonenden Restnutzung in der 211 zugeführt. Die dort freigewordenen Motoren wurden dann der 290 zugeführt. Dies führte zu einer Steigerung der Zuverlässigkeit der V 100.
Da sich bei der gesteigerten Motorleistung gegenüber der 211 eine vergrößerte Kühlanlage als zweckmäßig erwies, wurden der vordere Vorbau und das Rahmendeckblech der Loks ab Nummer 022 um 20 cm verlängert. Der Rahmen selbst blieb unverändert, aber der vordere Pufferträger wurde ebenfalls entsprechend verlängert. Erkennbar ist die größere Kühlanlage an den senkrechten Lamellen gegenüber den waagerechten der anderen Loks.
Wie in der Baureihe 211 kommt ein Getriebe des Grundtyps Voith L216rs zum Einsatz, allerdings in einer anderen Variante. Das Getriebe besitzt einen Anfahrwandler, einen Marschwandler und eine hydraulische Kupplung für den oberen Geschwindigkeitsbereich. Das integrierte Stufengetriebe, welches nur im Stillstand geschaltet werden kann, lässt eine Höchstgeschwindigkeit von 65 km/h im Rangiergang oder 100 km/h im Streckengang zu. Beim Umschalten in den Rangiergang erhöht sich zudem auch die Zugkraft. Die höhere Motoreingangsleistung wird einerseits unter Nutzung von Auslegungsreserven des Getriebes übertragen, andererseits unterscheidet sich die Übersetzung zwischen Getriebeeingangswelle und Hohlwelle von der in den Getrieben für die Baureihe 211. Weitere geringe Unterschiede zur 211 bestehen im elektrischen Teil der Lokomotiven.

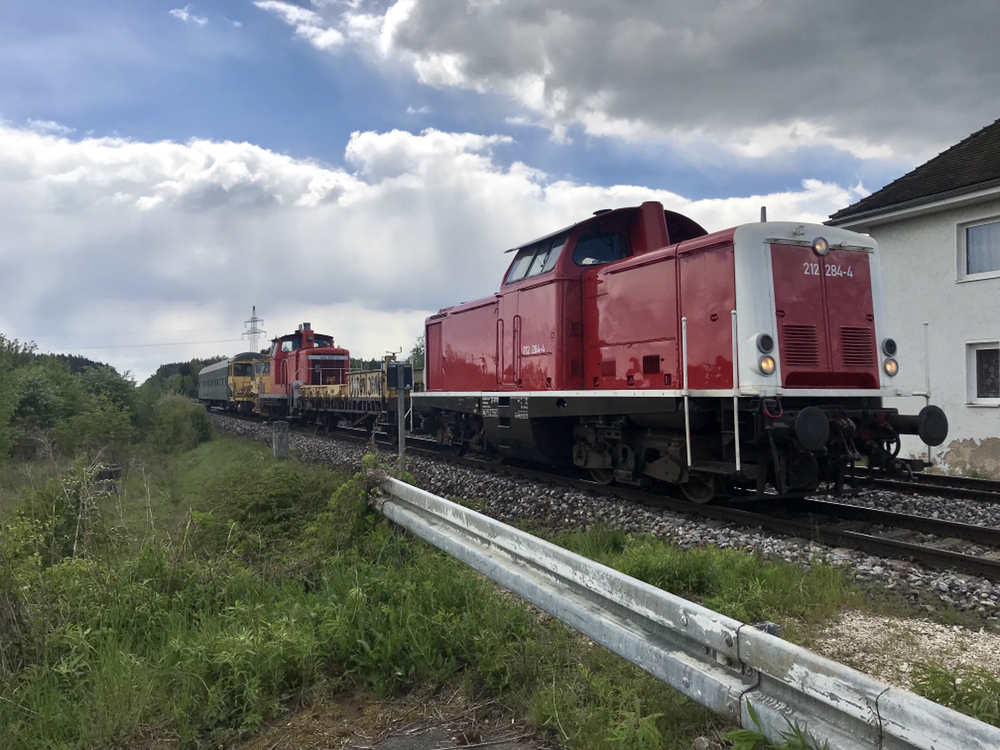
Orientrote 212 284-4 der BayernBahn bei Schwandorf auf der Strecke Regensburg–Weiden (Mai 2019)

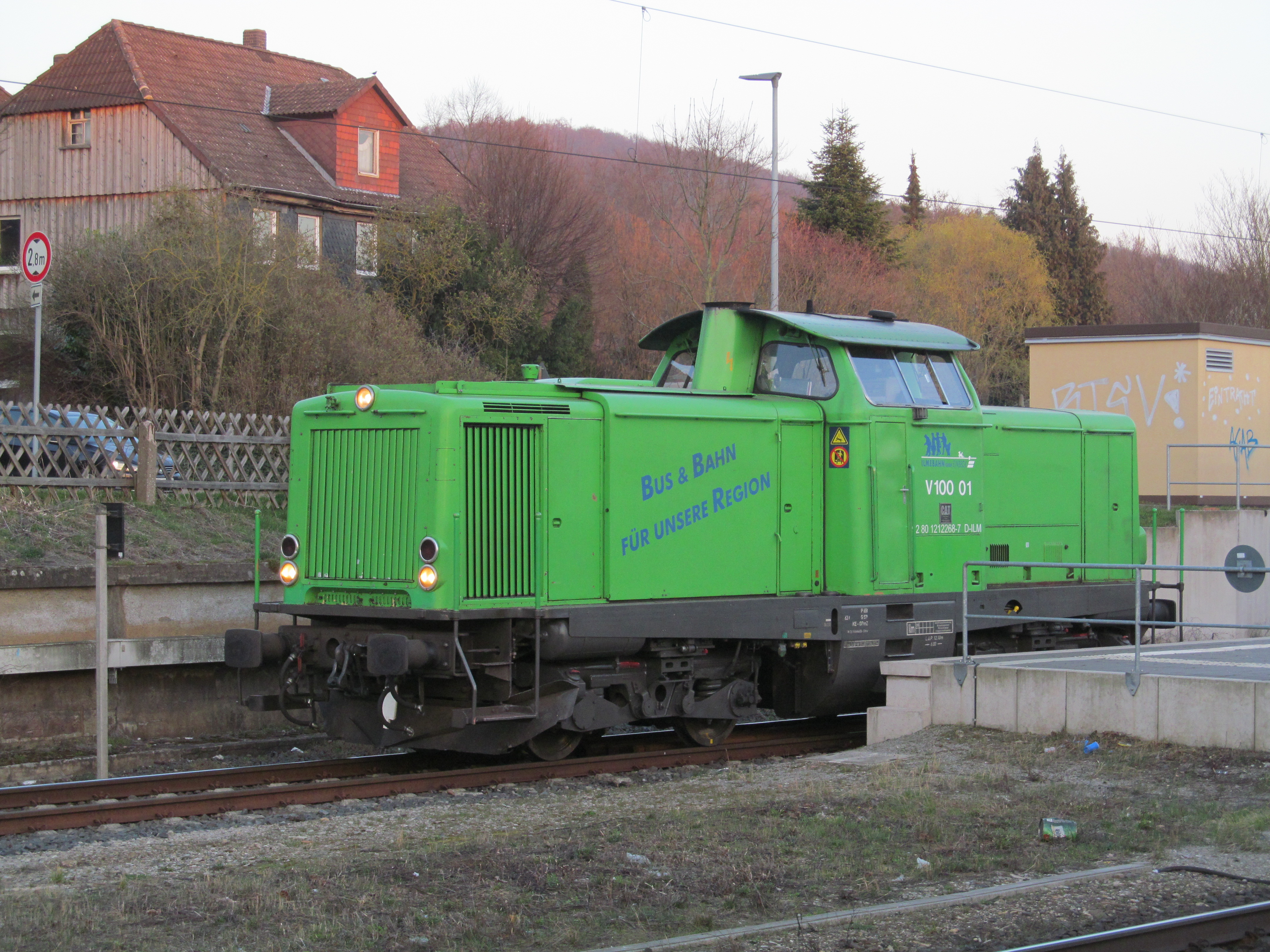
Lokomotive 1212268 der Ilmebahn GmbH im Bahnhof Salzderhelden

Zehn Lokomotiven aus der letzten Serie von 150 Maschinen erhielten außerdem zusätzlich eine hydrodynamische Bremse und modifizierte Getriebe für den Einsatz auf Steilrampen, dafür musste der Hilfsdiesel aus Platzgründen wegfallen. Zwischen Motor und Kühlanlage wurde für die Bremswärme ein zusätzlicher Wärmetauscher eingebaut. Diese ursprünglich als V 100 2332 bis 2341 eingereihten Loks wurden ab 1968 unter der Baureihe 213 geführt. Sie lösten ab 1966 die Dampflokomotiven der Baureihen 82 und 94 auf der Murgtalbahn und ab 1968 im Westerwald ab. Auf der Murgtalbahn wurden sie 1972 wiederum von der Baureihe 218 abgelöst, die Baureihe war danach in Gießen und ab 1987 in Koblenz (ab 1969 zum Bw Köln 1 gehörend) stationiert und von dort aus u. a. auf der Hunsrückbahn und der Ahrtalbahn eingesetzt. 1995 wurden diese steilstreckentauglichen Loks im Thüringer Wald zum Einsatz auf der Bahnstrecke Plaue–Themar und anderen Strecken zusammengezogen. Durch Stilllegung der Steilstrecken kamen die Lokomotiven 1998 nach Erfurt. Ab 1999 waren die Steilstreckeneinsätze überflüssig, die Lokomotiven wurden in Plänen der 212 eingesetzt und bis 2001 ausgemustert. Zuletzt waren sie in Doppeltraktion (Sandwich-Züge mit drei bis vier N-Wagen) auf der Gräfenbergbahn im Einsatz. Zwei restlich verbliebene Lokomotiven gingen an die DB-Tochter Südostbayernbahn. Alle anderen Lokomotiven konnten an private Bahnunternehmen verkauft werden und sind teilweise auch 2018 noch im Einsatz.
Nachdem bis 2005 alle Lokomotiven der Baureihe V 10020 bzw. 212/213 bei der Deutschen Bahn abgestellt worden waren, sind seit 2008 einige Exemplare – nach Modernisierung durch das Werk Cottbus – für den Bauzugdienst reaktiviert worden und wieder im Einsatz anzutreffen. Bei privaten Bauzugfirmen und bei Museumsbahnen/Eisenbahnmuseen sind noch weitere 212er/213er anzutreffen (siehe Verbleib).

## Baureihe 214/714

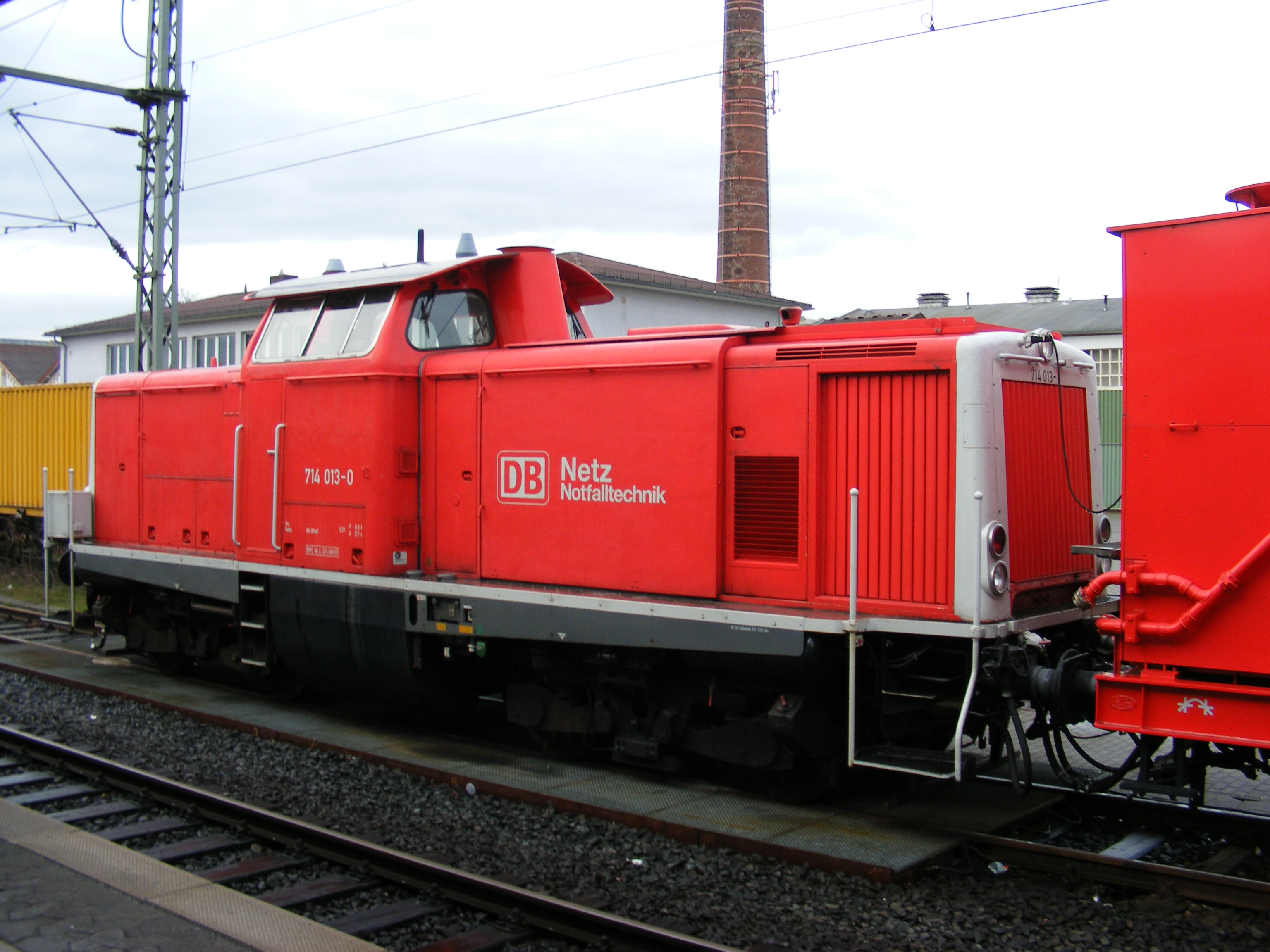
714 013-0 der DB Netz Notfalltechnik (Fulda), 2010

Wegen der vielen Tunnel auf der SFS Würzburg–Hannover sind besondere Rettungsfahrzeuge erforderlich. Von der Bundesbahn wurde der Tunnelhilfszug (TuHi) als Fremdrettungssystem entwickelt. Im Mai 1988 wurde der erste TuHi in Fulda in Dienst gestellt. Als Lok 1 kam die 212 244-8 und als Lok 2 die 212 257-0 zum Einsatz. Der Würzburger TuHi wurde im August 1988 mit der 212 236-4 als Lok 1 und der 212 352-9 als Lok 2 in Dienst gestellt. Als Reservelok stand die 212 271-1 bereit. Alle fünf der für die Tunnelhilfszüge eingesetzten Maschinen der Baureihe 212 wurden zwischen Mai und August 1988 im AW Kassel umgebaut. Beide TuHi sind Einrichtungszüge, können also nur in einer Fahrtrichtung eingesetzt werden. Sie bestehen aus dem Transportwagen 1, dem Gerätewagen, dem Löschmittelwagen, dem Sanitätswagen und dem Transportwagen 2. Lok 1 und 2 unterschieden sich zunächst. Lok 1 verfügt über eine Video- und Infrarotkamera, zwei große und zwei kleine Scheinwerfer sowie eine gelbe Blinkleuchte. Bei der Lok 2 fehlte die Infrarotkamera. Mit Wirkung zum 1. Januar 1989 wurden die fünf Loks zur Baureihe 214 unter Beibehaltung ihrer laufenden Ordnungsnummer umgezeichnet. Buchmäßig sind alle fünf Loks dem Bw Würzburg zugeordnet, an den beiden Loks des TuHi Fulda war fälschlicherweise Bw Fulda angeschrieben.
Am 29. Mai 1991 gab der damalige Bundespräsident Richard von Weizsäcker in Kassel-Wilhelmshöhe das Startsignal zur vollen Inbetriebnahme der SFS Hannover–Würzburg und Mannheim–Stuttgart. Damit waren vier weitere Standorte von TuHi notwendig. Neben Fulda und Würzburg wurden TuHi in Kornwestheim, Mannheim, Kassel und Hildesheim stationiert. Der TuHi in Fulda musste als Zweirichtungszug konzipiert werden, damit er sowohl nach Würzburg wie nach Kassel eingesetzt werden kann. Damit dies möglich wurde, ist hinter dem Transportwagen 1 ein weiterer Sanitätswagen eingestellt worden. Durch die Stationierung eines TuHi in Hildesheim Hbf und Kassel Hbf konnten beide Fahrtrichtungen durch Verbindungskurven zur SFS befahren werden. Dadurch reichten Einrichtungszüge aus. Für die vier weiteren TuHi sind zwischen August 1990 und April 1991 acht weitere 212 zu 214 im AW Bremen und AW Kassel umgerüstet worden. Unter Beibehaltung ihrer laufenden Ordnungsnummer wurden die 212 033, 212 046, 212 235, 212 245, 212 246, 212 251, 212 260 und 212 277 zu Loks der Baureihe 214. Es gab keine Unterscheidung mehr zwischen Lok 1 und Lok 2, um die Loks besser austauschen zu können, was bei Fristarbeiten immer notwendig war. Die bisherigen Lok 2 aus Würzburg und Fulda wurden 1991 im Aw Kassel mit der fehlenden Infrarotkamera ausgestattet. Die Kühlung der Infrarotkamera erfolgte jetzt mit herkömmlicher Atemluft statt Stickstoff, die entsprechenden Gasflaschen tauschte man aus. Damit die Loks der TuHi regelmäßig bewegt werden, erfolgte ein laufender Austausch der Loks untereinander.
Nach einem schweren Zugunglück am 15. November 1992 in Northeim, bei dem kein TuHi eingesetzt wurde, kam es zu einer Neukonzeption des Rettungskonzeptes. Nachdem die TuHi außerhalb der SFS eingesetzt werden können, bezeichnete man sie jetzt als Rettungszüge (Rtz). Von der DB AG wurden alle 13 Loks der Baureihe 214 zum 31. Oktober 1994 zu Bahndienstfahrzeugen der Baureihe 714 umgezeichnet. Dabei wurde die laufende Ordnungsnummer von der Baureihe 214 übernommen. Zum 1. August 1996 erfolgte eine abermalige Umzeichnung innerhalb der Baureihe 714 mit den laufenden Ordnungsnummern 001 bis 013. Die kleinste ursprüngliche laufende Betriebsnummer erhielt die 001 und die Lok mit der höchsten laufenden Ordnungsnummer die 013.
Da nur eine Reservelok zur Verfügung stand, ließ die DB AG 1996/97 im Werk Stendal die 212 269 in die 714 014 und die 212 160 in die 714 015 umrüsten. Neben der Umzeichnung wechselten die TuHi/Rtz Loks ihre Farbgebung. Die ersten fünf TuHi Loks hatten noch den klassischen ozeanblau-beigen Anstrich, die späteren acht Loks einen orientroten Anstrich. Zur Erzielung einer erhöhten Wahrnehmbarkeit wurden neben den Rettungswagen die Loks in leuchtroter Farbe lackiert. 714 003, 714 008, 714 009, 714 011, 714 014 und 714 015 haben diesen Anstrich erhalten, ebenso wie die Wagen der Rtz Würzburg, Fulda und Hildesheim. Wegen der schnellen Ausbleichung der leuchtroten Farbe wurden alle Loks und Wagen zwischenzeitlich in Verkehrsrot umlackiert. Noch verwirrender ist die Aufschrift an den Loks. Hier konnte man die weißen Buchstaben Rtz, das DB-Zeichen mit weißer Aufschrift Netz Notfalltechnik, bzw. das DB-Zeichen mit weißer Aufschrift Notfalltechnik vorfinden. Alle 15 Loks der Baureihe 714 gehören zu DB Netz, Zentrale Streckenmanagement/Schienenfahrzeuge in Fulda. Von dort aus erfolgt die Disposition aller 15 Loks, die laufend untereinander getauscht werden.
Die 14 Loks wurden im Werk Bremen modernisiert. Sie erhalten hierbei neue Führerhäuser mit Türen zum Seitenumlauf, eine neue Steuerung für die Elektrik, Rußpartikelfilter sowie neue Kühlanlagen mit Lüftern. Die modernisierten Loks werden als Baureihe 714.1 geführt.

## Reihe 2048 bei der ÖBB

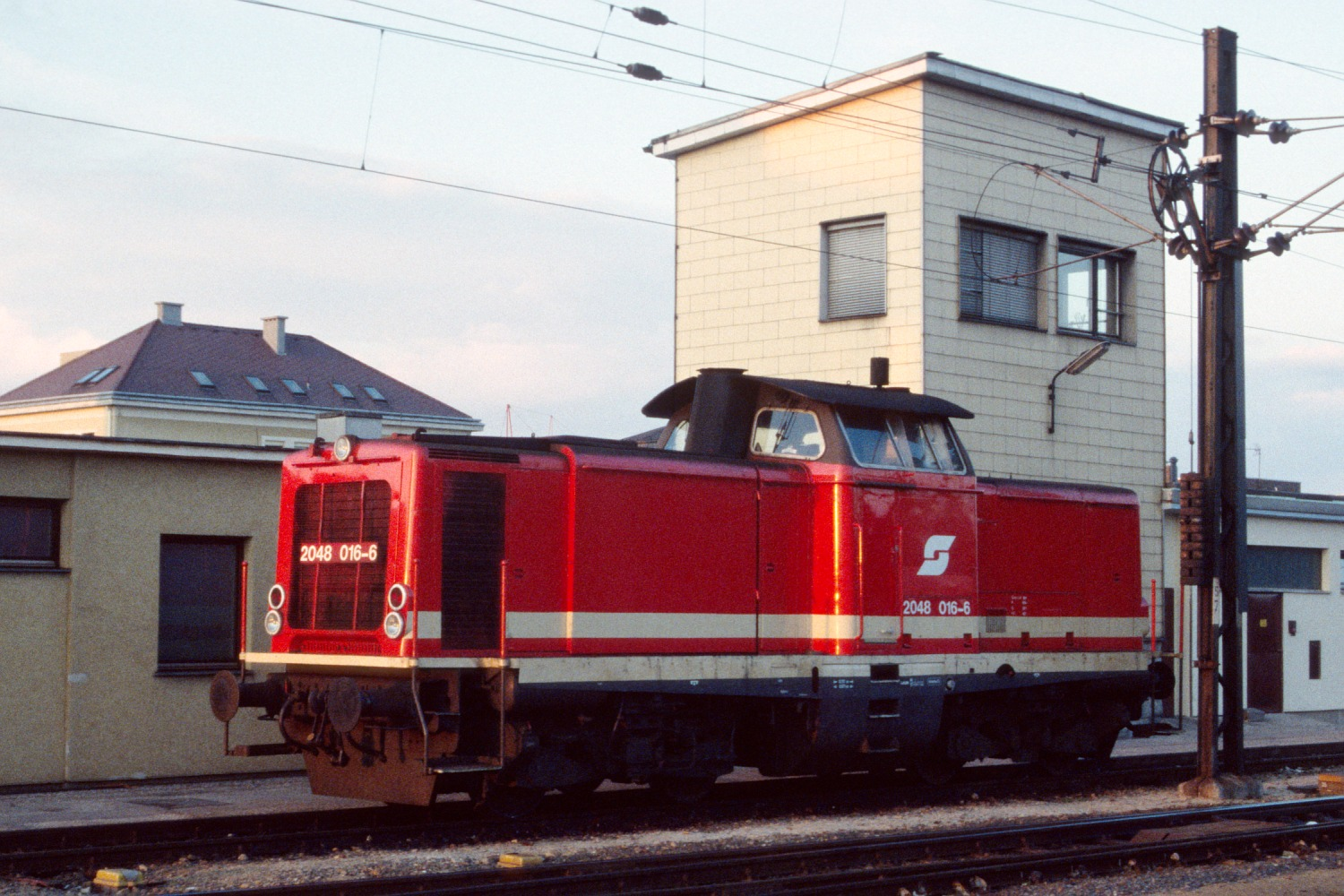
Diesellok ÖBB 2048 in St. Pölten

Insgesamt 36 Lokomotiven der V 100.10, davon zwei als Ersatzteilspender, wurden von den Österreichischen Bundesbahnen (ÖBB) ab Anfang der 1990er Jahre übernommen. Die für den Betrieb vorgesehenen Lokomotiven erhielten einen neuen Hauptdieselmotor. Bis zum 1. Oktober 2003 waren die Lokomotiven als Reihe 2048 in Betrieb. Meistens zogen sie Güterzüge auf Nebenbahnen.
→ Siehe Hauptartikel: ÖBB 2048.

## Privatbahnvariante der MaK
Die Maschinenfabrik Kiel bot Privatbahnen eine Variante der Baureihe mit langsamlaufenden Dieselmotor der MaK an, die zunächst als V 100 PA (PA für Privatbahn), später dann als GG 1300 BB bezeichnet wurde.
→ Siehe Hauptartikel: MaK V 100 PA

## Umbaulokomotiven OnRail DH 1004
Ab 1997 modernisierte die Firma OnRail in Mettmann acht Lokomotiven der V 100.10 unter anderem mit neuen Motoren und Aufbauten. Die umgebauten Maschinen wurden an verschiedene deutsche Privatbahnen verkauft.
→ Siehe Hauptartikel: OnRail DH 1004.

## Baureihe 214/262

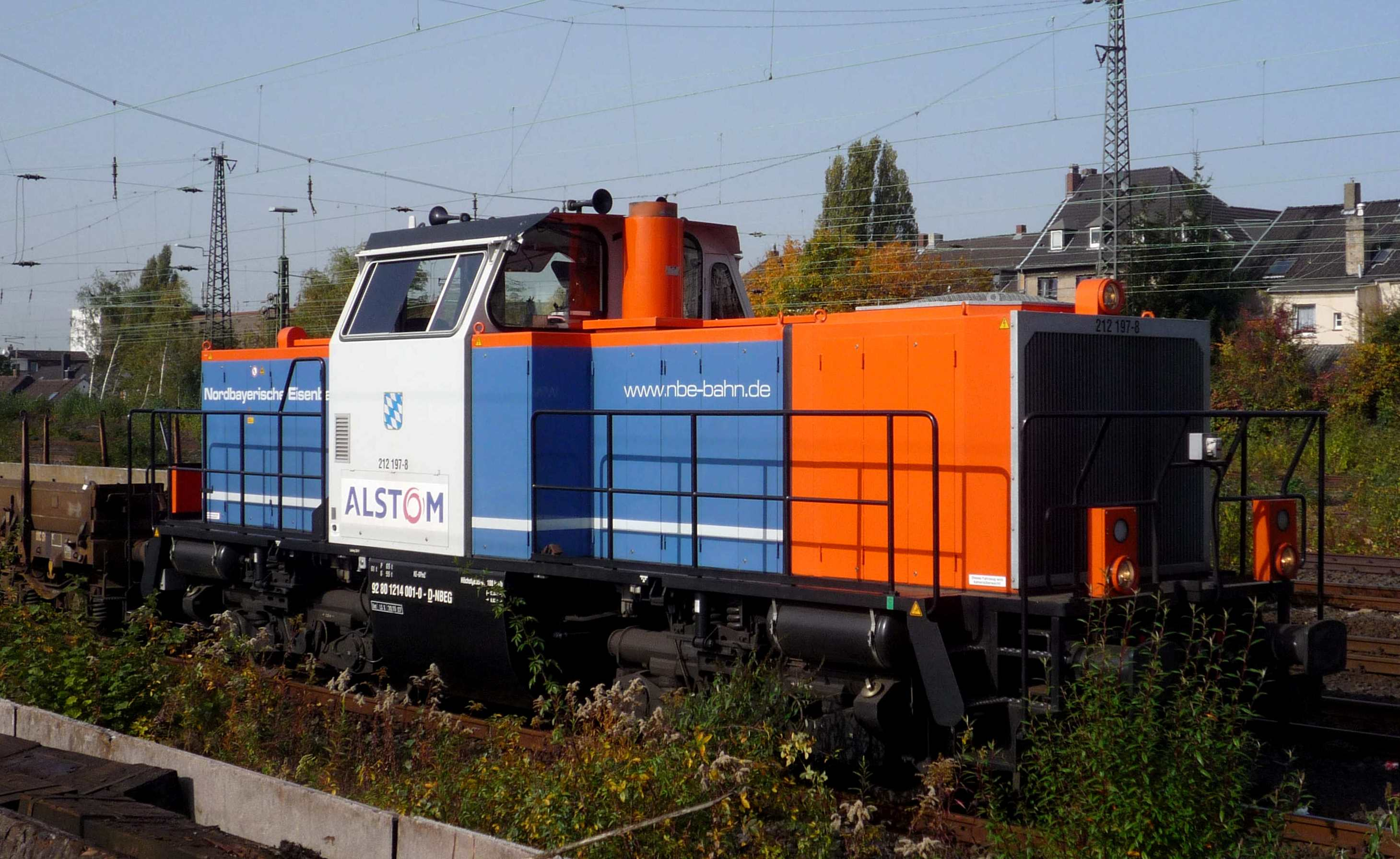
212 197-8 der NbE

Ab November 2006 wurde von Alstom und der Gmeinder Lokomotivfabrik Mosbach ein Modernisierungskonzept für die Lokomotiven der ehemaligen Baureihe V 100 der DB entwickelt. Auf der Transport & Logistik München im Juni 2007 wurde der Prototyp 214 001 präsentiert, beschriftet als 212 197 der Nordbayerischen Eisenbahn (NbE). Die Bauartzulassung durch das Eisenbahnbundesamt wurde am 20. Mai 2008 erteilt, zugleich die Bezeichnung als Baureihe 1214 im EBA-Fahrzeugregister festgelegt. Für den Umbau werden nur die Rahmen und Drehgestelle bisheriger V 100 nach Aufarbeitung weiterverwendet. Es wurden unter anderem ein neuer Dieselmotor von Caterpillar, Typ 3508 B SC mit 970 kW Nennleistung mit Rußpartikelfilter, ein umgebautes und generalüberholtes Strömungsgetriebe, eine neue Kühlanlage und ein Lufterzeuger mit hydrostatischem Antrieb und ein Vorwärmgerät (Ersatz des Dampfkessels) eingebaut. Ebenfalls wurde die Leittechnik auf Basis einer Speicherprogrammierbaren Steuerung von Selectron erneuert. Mit einer Funkfernsteuerung ausgerüstet, ist beim Rangieren ein einmänniger Betrieb durch einen Lokrangierführer möglich. Hierfür wurden die Fahrzeuge mit einer automatischen Rangierkupplung vom Typ RK 900 ausgerüstet. Der niedrigere Fahrzeugaufbau ist komplett neu und kantiger ausgefallen. In diesem wurde auch neue Führertische eingebaut.
In Stendal standen etwa 50 Altfahrzeuge für einen möglichen Umbau zur Verfügung, von denen 36 umgebaut wurden. Diese wurden u. a. an DB Cargo, die Nordbayerische Eisenbahn, Locon und BBL Logistik ausgeliefert. Die DB bezeichnete ihre Loks als Baureihe 262. Sie wurden von Magdeburg aus eingesetzt. Mittlerweile wurden die DBAG-Lokomotiven an Privatbahnen verkauft. In den Jahren 2015 bzw. 2016 wurden die letzten Lokomotiven der „West-V100“ und „Ost-V100“ umgebaut. Stattdessen wird mittlerweile die Alstom H3 angeboten, welche ebenfalls in Stendal gefertigt wird. Alle nicht umgebauten Loks wurden mittlerweile verschrottet, an Privatbahnen verkauft oder befinden sich im Firmeneigenen ALS Mietpool (Stand: 2020).

## Verbleib

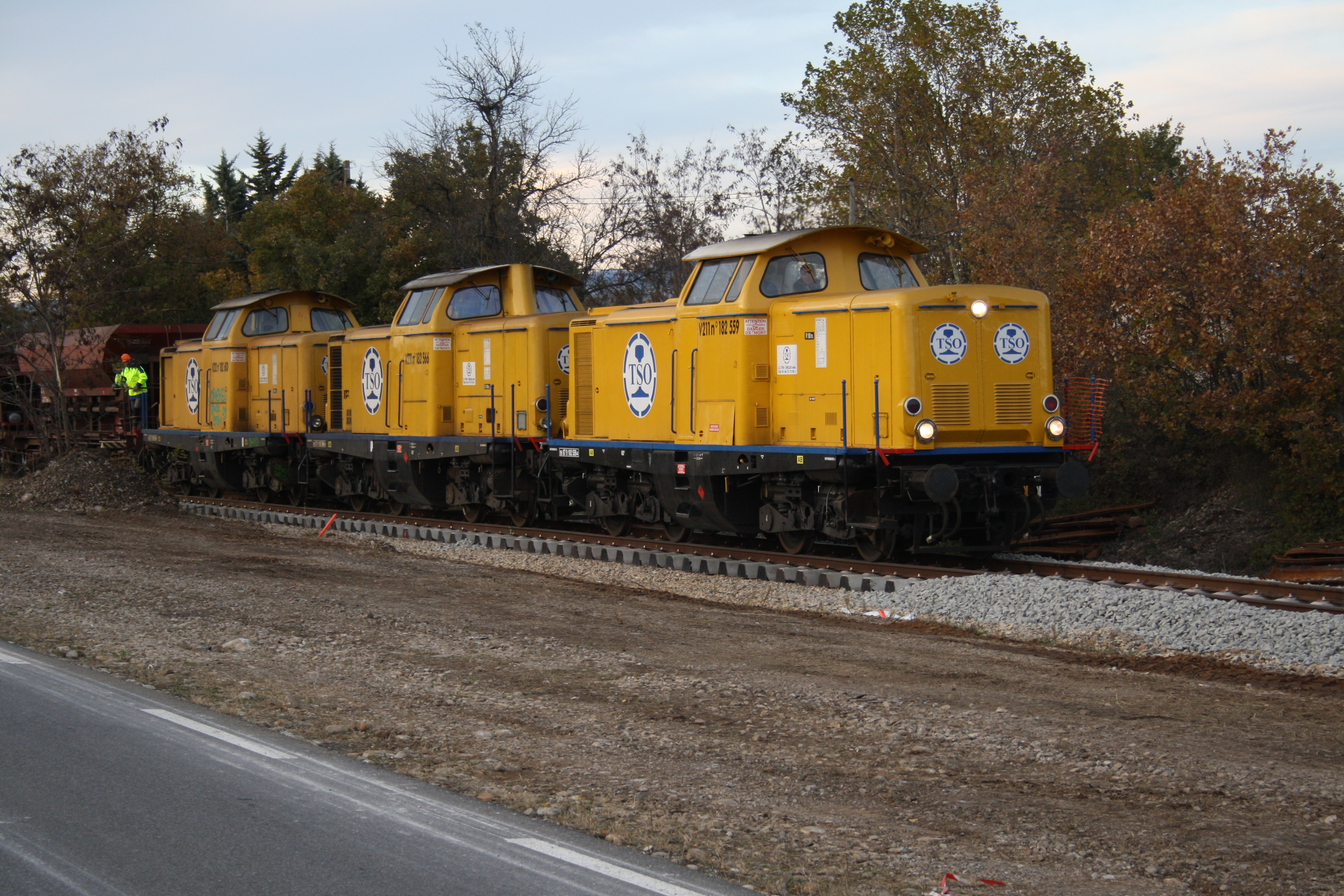
Ehemalige V 100 der TSO im Bauzugdienst bei Sisteron (Frankreich)

Mit der Abstellung der letzten durch Railion (heute: DB Cargo) genutzten Lokomotiven der Baureihe 212 zum 13. Dezember 2004 endete der Einsatz der V 100 bei der DB nach 46 Jahren weitgehend. Weiterhin genutzt werden neben den 15 Tunnelhilfsloks der Baureihe 714 lediglich vier Maschinen der Reihen 212 und 213 bei der DB-Tochter DB Bahnbau Gruppe. Im Oktober 2006 wurden jedoch zwölf bereits ausgemusterte 212 zwecks Reaktivierung bei DB-Services zur Hauptuntersuchung in das Aw Cottbus überführt. Bis Jahresende 2008 wurden zehn Lokomotiven mit dem Motor MTU 8V 4000 R41 mit 1.000 kW (er entspricht dem Motor der Baureihe 290/294) und neuen Lufterzeugungsanlagen ausgerüstet

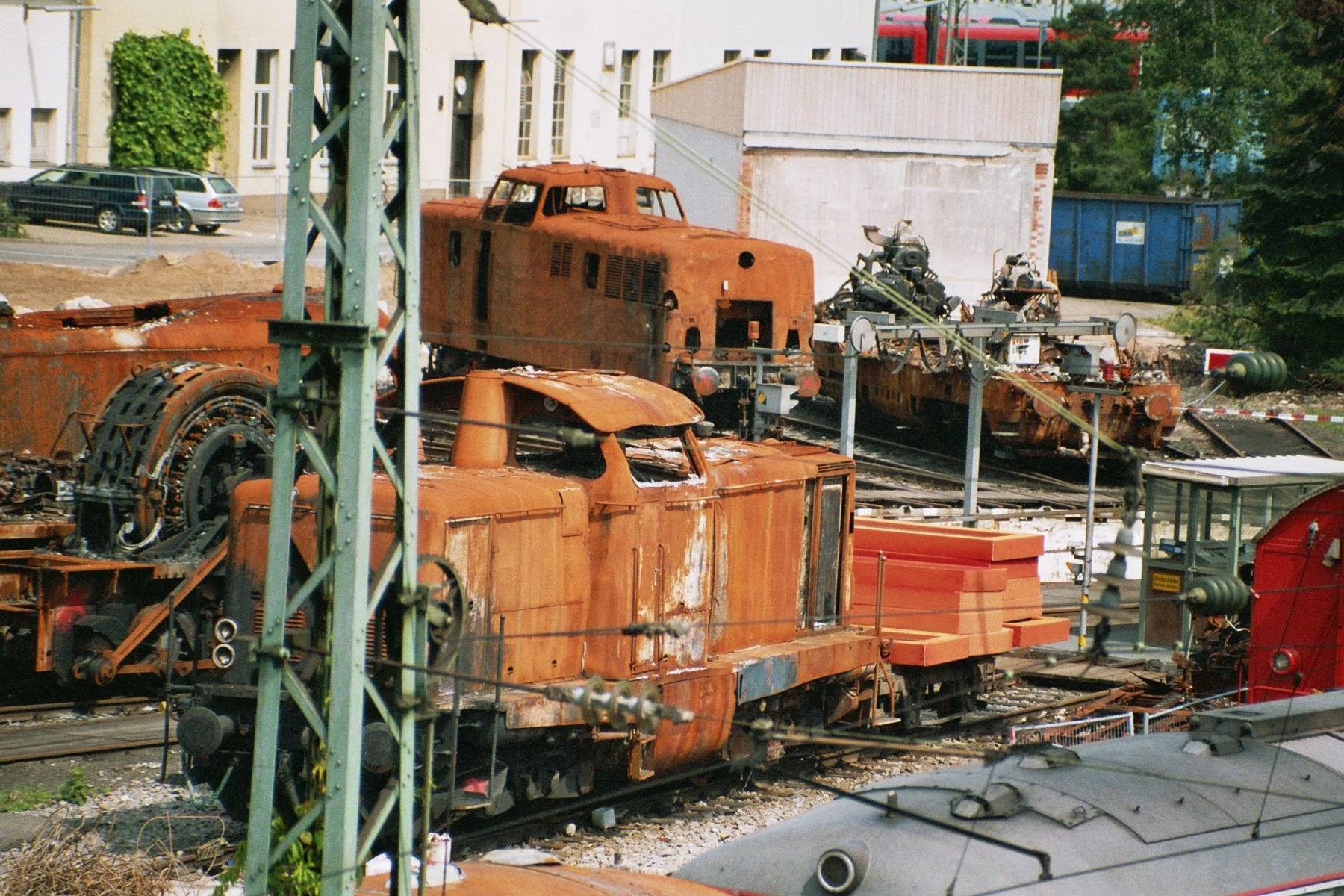
Überreste der ausgebrannten Loks im Museumslokschuppen Nürnberg, im Vordergrund 211 023

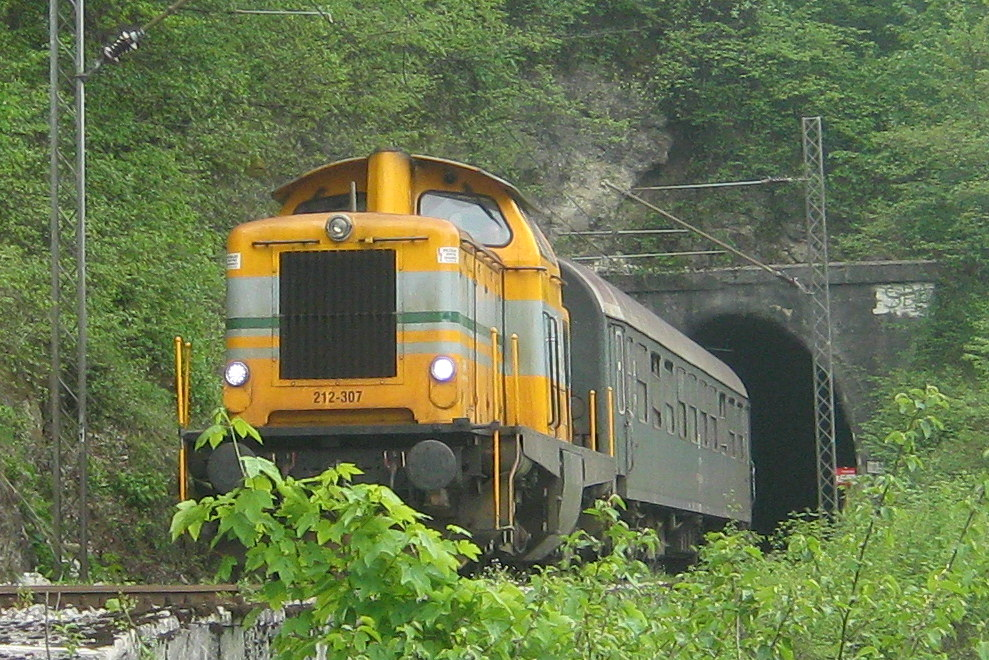
212–307 der Željeznice Federacije Bosne i Hercegovine (ŽFBH), 2012

Viele Loks aus dem Bestand der DB wurden im Rahmen eines Joint Ventures mit Alstom an die Alstom Lokomotiven Service GmbH in Stendal verkauft. Dort wurden die Maschinen bei Bedarf systematisch aufgearbeitet und vor allem an Privatbahnen im In- und Ausland verkauft. Sehr beliebt ist die Lok bei Gleisbaufirmen, da sie durch die Bauart mit hochliegendem Mittelführerstand eine sehr gute Übersicht gegenüber Lokomotiven mit Endführerstand bietet. Allein französische Gleisbaufirmen, insbesondere Colas Rail, Travaux du Sud-Ouest (TSO), Eurovia Travaux Ferroviaires (ETF) und Vechietti et Meccoli, erwarben mehr als 130 Maschinen. Zwei davon wurden bei Sifer grundlegend umgebaut, sie erhielten Caterpillar-Motoren und niedrigere Vorbauten, die unter die Portale der Gleisbaumaschinen passen. Eine dieser Loks verkehrt mit der anderen als führerstandsloser Booster. Gebrauchte V 100 gelangten auch nach Bosnien und Herzegowina, Dänemark, Großbritannien, Guinea (1995/96 durch TSO, mittlerweile wieder in Frankreich), Italien, Nigeria (TSO und JBN, teilweise in Nigeria verblieben und verschrottet), Rumänien, Schweden, Norwegen, in die Schweiz und in die Türkei, sowie auf Iberische Breitspur umgespurt nach Spanien und Portugal. Außerdem setzte TSO zunächst auf Meterspur umgespurte TSO V 100 in Bangladesch (2000–2004) und später mit einer Spurweite von 1055 mm in Algerien (2006) ein. Ob die Loks nach Frankreich zurücküberführt worden sind, ist unbekannt.
Die in der Steiermark operierende Eisenbahngesellschaft GKB verwendet nach wie vor zwei Loks der Baureihe V 100, sie werden vorrangig im Güterverkehr sowie im Verschub, in Ausnahmefällen jedoch auch im Personenverkehr eingesetzt.
Zudem benutzt Siemens Mobility im Jahr 2022 immer noch eine Lokomotive der Baureihe V 100 im Schleppverkehr zwischen den Werken Krefeld und Wildenrath in der Produktion des ICE 4 und der Velaro-Familie.
Neben der Museumslok 211 023-7 wurden die weiteren Museumslokomotiven der DB AG, die Loks 212 023 und 212 330, beim Brand im DB-Museum Nürnberg am 17. Oktober 2005 erheblich beschädigt und ebenfalls im Juni/Juli 2006 verschrottet.
Eine ganze Reihe von Lokomotiven der Baureihe V 100 wurde museal erhalten.

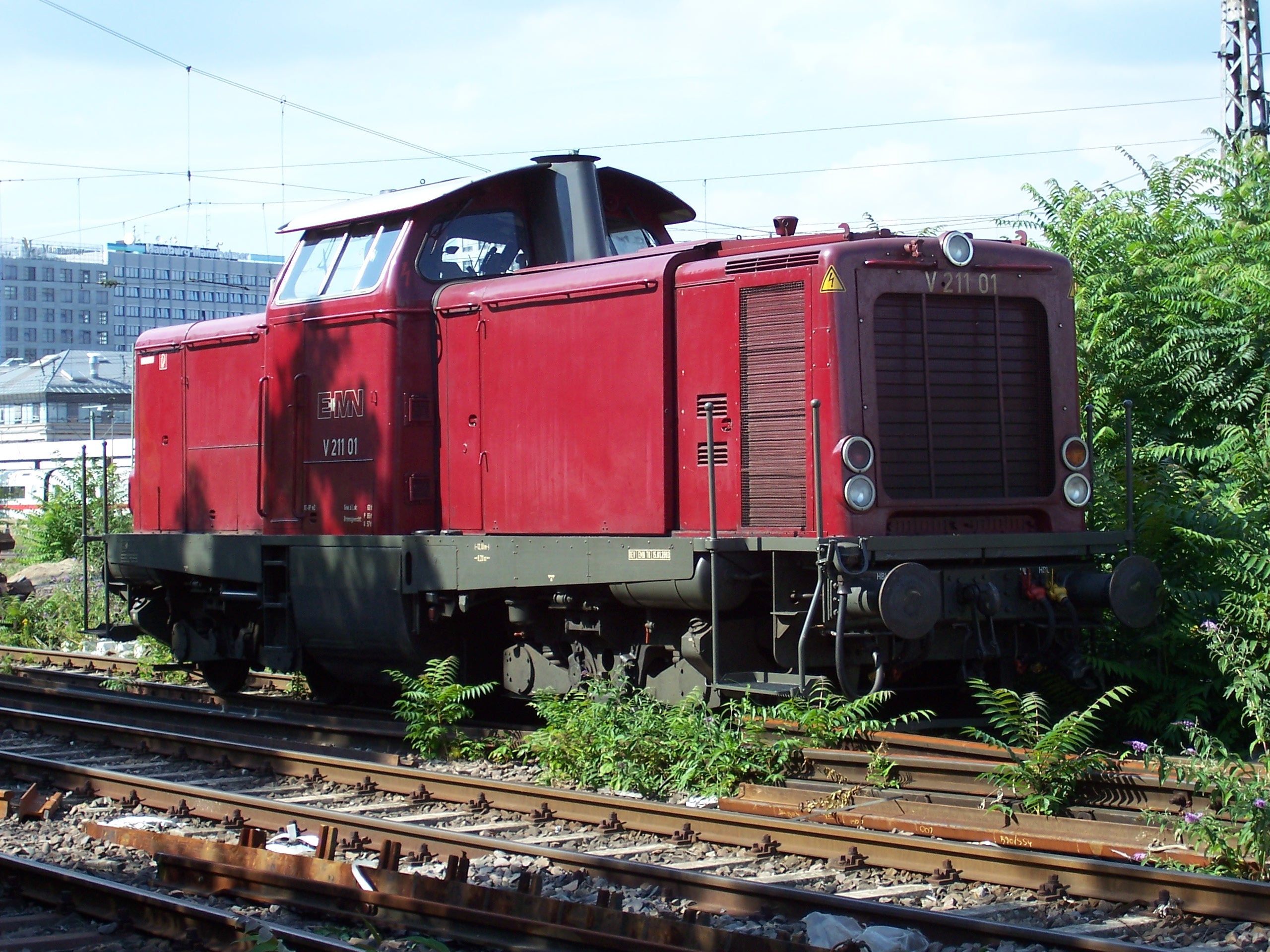
Vormalige V 100 1031 der DB, 1961 bei Jung gebaut,[15] als V 211 01 der EMN im Juli 2005 in Mannheim
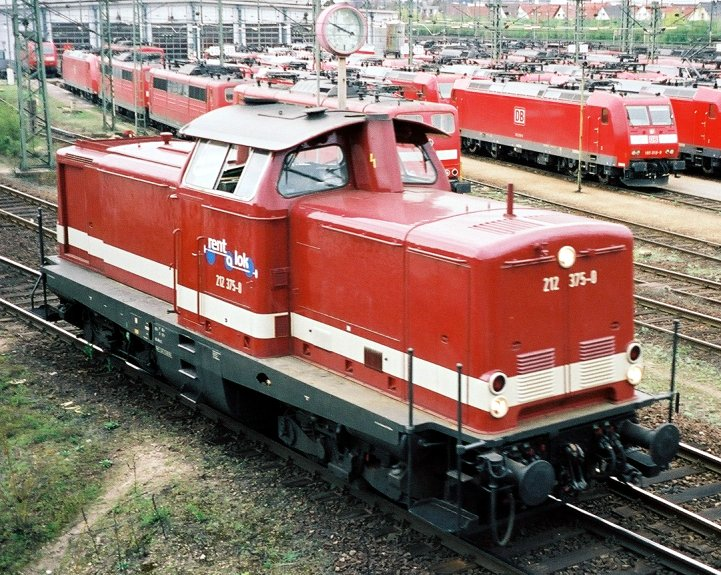
212 375 im April 2004 als private Leihlok in Mannheim
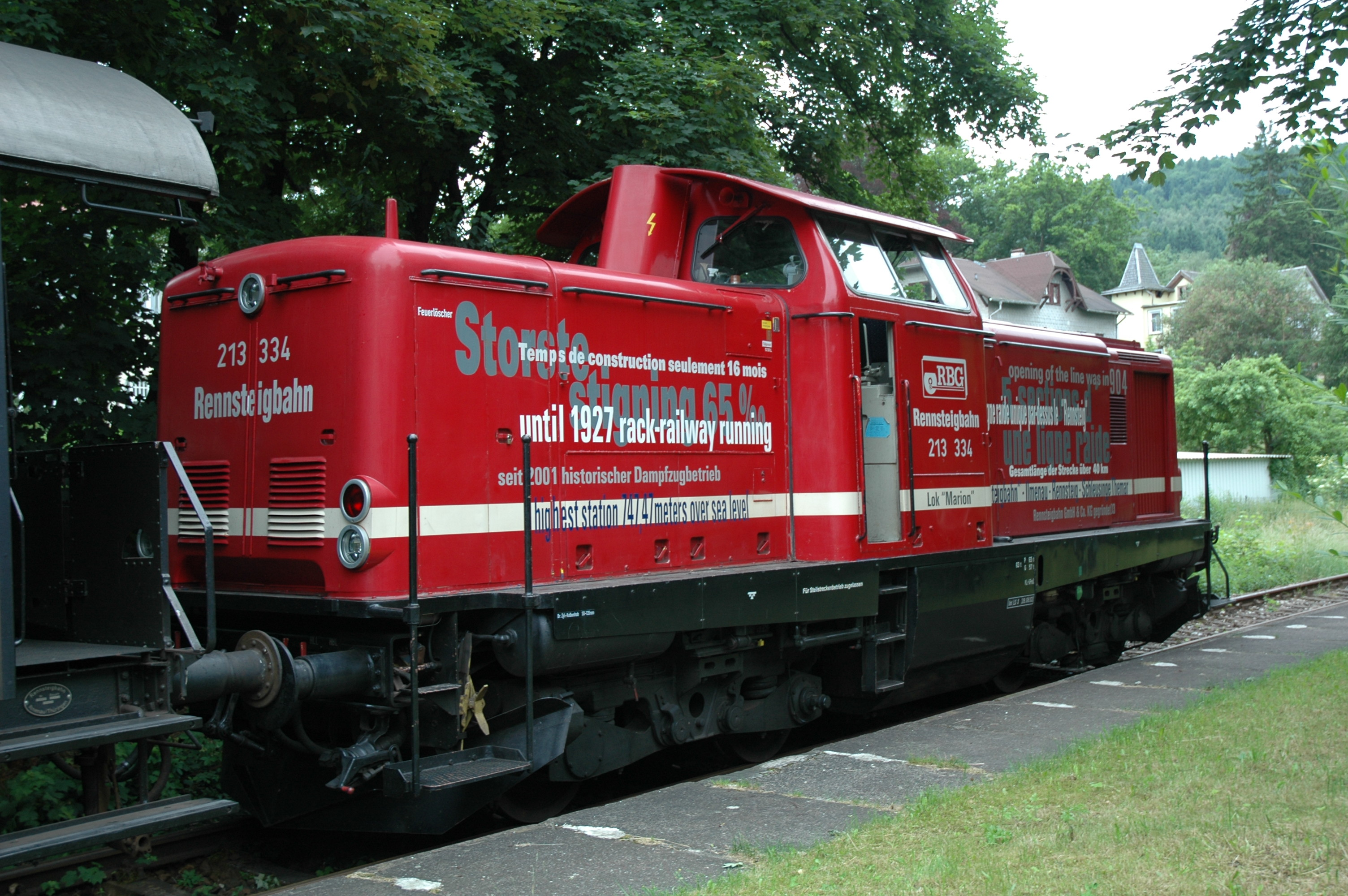
213 334 auf der Rennsteigbahn
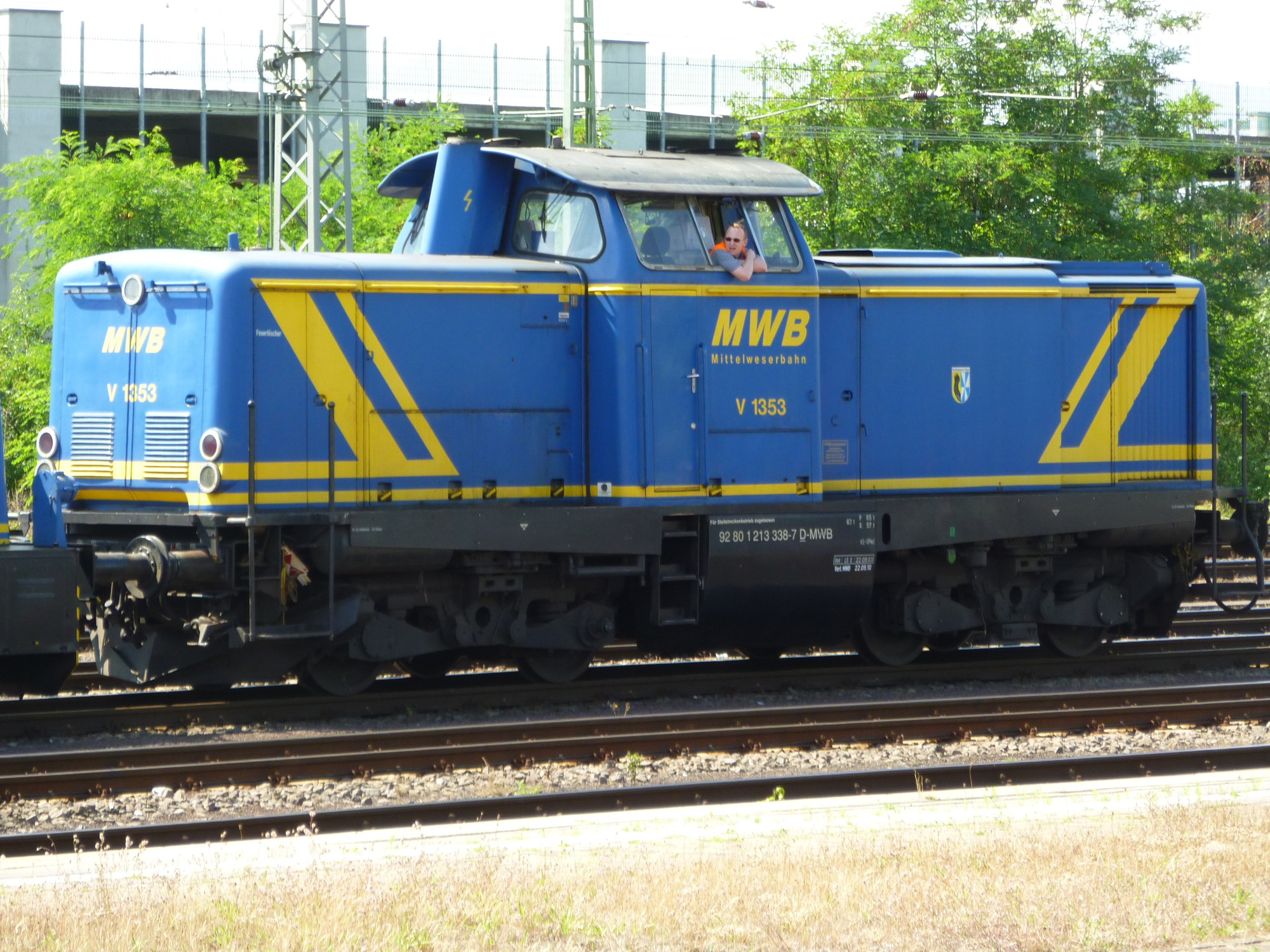
Diesellokomotive V 1353 (213 338) der Mittelweserbahn
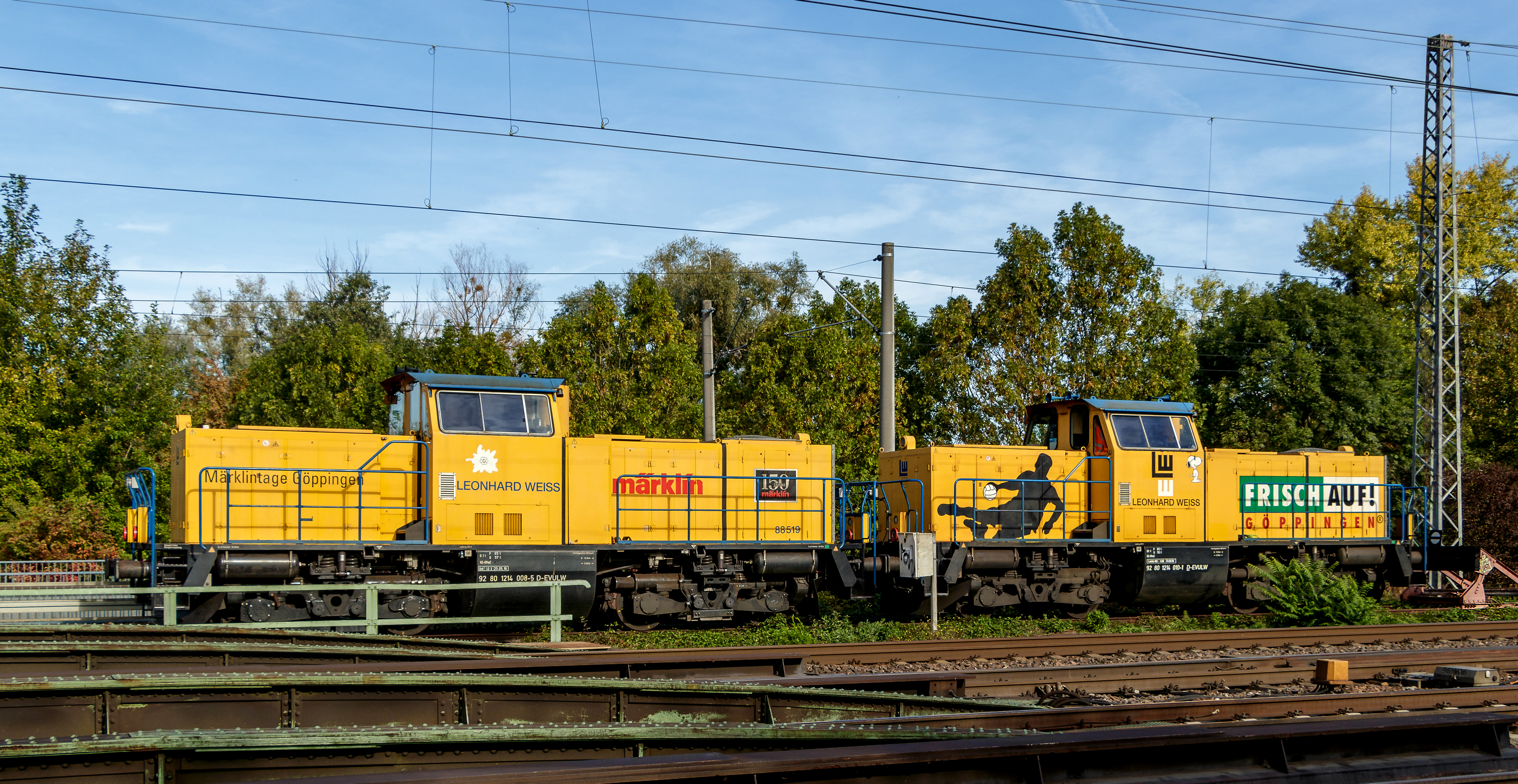
Die 92 80 1214 008-5 D-EVULW und die 92 80 1214 010-1 D-EVULW am Bahnhof Karlsruhe-Durlach

## Fernsehen
- SWR: Eisenbahn-Romantik – Abschied von der V 100 (Folge 364)

### Bücher
- Peter Große, Josef Högemann: Die Baureihe V 100. EK-Verlag, Freiburg 2005, ISBN 3-88255-104-6.
- Wolfgang Bleiweis, Thomas Kaiser, Andreas Räntzsch: Baureihe V 100 der Deutschen Bundesbahn, H&L-Publikationen, Schweinfurt 2005, ISBN 3-938080-00-0.
- Andreas Burow: Die V 100-Familie. GeraNova Bruckmann, München 2004, ISBN 3-7654-7109-7.
- Alexander von Lüpke: Museumslokomotive 212 203-4. Eisenbahnfachbuch-Verlag, Neustadt 2003, ISBN 3-9807748-0-5.

### Zeitschriftenartikel
- Fritz Engbarth: Abgelöst! Das Ende der V 100 in der Pfalz. In: Eisenbahn-Kurier. Nr. 337/Jahrgang 34/2000. EK-Verlag Freiburg, ISSN 0170-5288, S. 50–53.
- Andreas Janikowski: V 100 – Eine bewährte Lokomotivbaureihe vor der Ausmusterung. In: Lok Magazin. Nr. 142. Franckh’sche Verlagshandlung, W. Keller & Co., 1987, ISSN 0458-1822, S. 30–37.
- Marcus Niedt: Mädchen für alles. Die Baureihen 211-214 der Bundesbahn. In: LOK MAGAZIN. Nr. 238/Jahrgang 40/2001. GeraNova Zeitschriftenverlag GmbH München, ISSN 0458-1822, S. 69–79.
- Thomas Feldmann: Baureihe 212. Im Führerstand. In: LOK MAGAZIN. Nr. 257/Jahrgang 42/2003. GeraNova Zeitschriftenverlag GmbH München, ISSN 0458-1822, S. 52–55.
- Andreas Burow: Lok für steile Strecken. Die Baureihe 213. In: LOK MAGAZIN. Nr. 280/Jahrgang 44/2005. GeraNova Zeitschriftenverlag GmbH München, ISSN 0458-1822, S. 34–47.
- Jürgen Lorenz: Baureihe 214 jetzt mit Zulassung – weitere Lieferungen an LOCON und DB Schenker. In: Eisenbahnkurier. Nr. 7/2008, EK-Verlag Freiburg, ISSN 0170-5288.
- Zeno Pillmann: Letzte Einsätze der Baureihe V 100.20 (BR 212 und 213). In: Eisenbahn-Revue International, Heft 1/2003, ISSN 1421-2811, S. 38 f.
- Hansjürgen Wenzel: Über ein Vierteljahrhundert alt – die Baureihe V 100 der DB. In: Eisenbahn-Kurier. Heft 9/1986. EK-Verlag Freiburg, ISSN 0170-5288, S. 6–19.